# جیانمارکو تمبری
جیانمارکو تمبری (انگلیسی: Gianmarco Tamberi؛ زادهٔ ۱ ژوئن ۱۹۹۲) ورزشکار دو و میدانی، اهل ایتالیا است.